# Pic de l'Estany Fondo
El Pic de l'Estany Fondo és una muntanya de 2.814 metres situada al municipi d'Alins al Pallars Sobirà. Es troba al nord de l'estany Fondo i al sud-oest de l'estany d'Estats.